# Érica Castaño
Pour les articles homonymes, voir Castano.
Érica María Castaño Salazar (née le 9 octobre 1985 à Medellín) est une athlète paralympique colombienne du lancer du disque et du lancer du javelot, championne paralympique aux Jeux paralympiques d'été de 2024 de Paris en lancer du disque F55.

## Biographie
Érica Castaño souffre d'une lésion de la moelle épinière après avoir été blessée par balle dans un centre commercial de Medellín, en Colombie, en décembre 2008. Son frère, Carlos Rousselvelt, est également un para-athlète et souffre de la même blessure après un incident similaire cinq mois plus tôt. Elle se met à l'handisport en commençant par la natation puis la force athlétique. Elle commence le para-athlétisme en 2014 et fait ses débuts internationaux lors des Jeux parapanaméricains de 2015. Elle évolue dans la catégorie F55, réservée aux athlètes assis sans fonction des jambes, avec fonction partielle du haut du corps et fonction complète des bras. Elle est mariée à Edward Ortiz et travaille comme avocate,.

### Carrière
Castaño participe aux Jeux parapanaméricains de 2015 où elle remporte trois médailles. Au lancer du poids, elle obtient la médaille de bronze dans la catégorie F53/54/55, et au lancer du disque, elle prend le bronze dans la catégorie F54/55,. Au lancer du javelot, elle a remporté l'argent, battue seulement par Angela Madsen des États-Unis. L'année suivante, elle a participé aux Jeux paralympiques d'été de 2016, où elle se classe quatrième au lancer du disque (F55) et huitième au lancer du javelot (F56).
Castaño participe aux Championnats du monde d'athlétisme handisport 2017 à Londres, où elle remporte la médaille d'argent au lancer du poids dans la catégorie F55, derrière Diāna Dadzīte de Lettonie, et elle obtient l'argent au lancer du disque, où Dadzite remporte aussi cette catégorie,. Là, elle obtient des records de la région des Amériques au disque avec 21,30 mètres et au lancer du poids avec 7,77 mètres.
Castaño participe aux Jeux parapanaméricains de 2019 à Lima, au Pérou, et se classe deuxième au lancer du disque dans la catégorie F55, derrière la mexicaine Rosa Maria Guerrero du Mexique. Au lancer du javelot, elle se classe quatrième et au lancer du poids, cinquième.